# (719) Albert

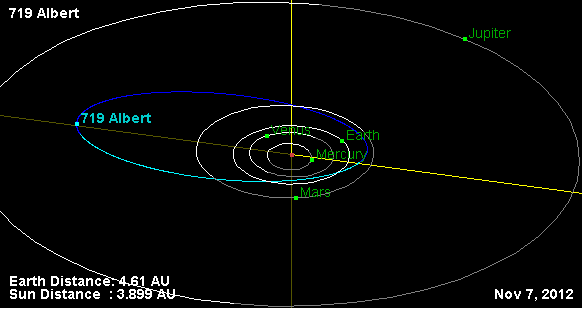
Òrbita se l'asteroide (719) Albert.

(719) Albert és un asteroide que pertany als asteroides Amor descobert el 3 d'octubre de 1911 per Johann Palisa des de l'observatori de Viena, Àustria.
Està anomenat en honor del baró Albert von Rothschild, benefactor de l'observatori de la ciutat.

## Descobriment, pèrdua i recuperació
Albert va rebre un nom amb només 12 observacions. Palisa va fer dos mesuraments el 4 d'octubre. Anteriorment, el 16 de setembre, Albert havia deixat el seu rastre en dues plaques obtingudes des de l'observatori de Heidelberg. Des de Copenhaguen, es van fer dos nous mesuraments el 5 d'octubre, molt complicades per la interferència de la Lluna i per l'escassa altura sobre l'horitzó del nou asteroide. En l'observatori de Greenwich, es va observar l'asteroide tres vegades l'11 d'octubre. Novament des de Heidelberg-Konigstuhl, el 17 d'octubre, s'obtenen altres dues posicions i el 18 d'octubre, des de Johannesburg, una nova posició que no era tot el fiable que s'havia d'esperar. A partir d'aquí, Albert va desaparèixer del cel sense deixar cap rastre. L'òrbita provisional calculada li adjudicava un semieix major de 2,663 ua i un període de revolució de 4,42 anys. Sota aquesta hipòtesi, es van fer tots els càlculs successius, sense resultat satisfactori.
Si apliquem la tercera llei de Kepler, es comprova que existeix un error en el càlcul, ja que el període de revolució seria de 4,27 anys en lloc de 4,42 anys que s'havien calculat. A causa d'aquest error en el càlcul, va ser impossible observar-ho en 1915 lloc que l'asteroide s'avançava en la seva òrbita 0,15 anys o 55 dies per cada volta al Sol o, la qual cosa és el mateix, gairebé 13 dies per any. Amb aquest error, en molt poc temps l'asteroide s'allunyava molt en la volta celeste del lloc previst pel càlcul. Albert és un asteroide molt petit, d'uns 2,4 km que, per tant, només pot ser vist quan està prop de la Terra i va resultar que va ser descobert durant la màxima aproximació que ha tingut al nostre planeta en tot el segle xx: a 0,205 ua. La causa de la seva pèrdua pot resumir-se més o menys així: A part de l'error ja al·ludit, donada l'alta magnitud que presenta, l'asteroide només pot ser observat quan la distància geocèntrica és molt petita i, precisament per ser la distància a la Terra la més baixa, la incertesa de la seva posició en la volta celeste és màxima a causa d'un efecte de la paral·laxi.
L'1 de maig de 2000, des de l'Observatori Nacional de Kitt Peak, Jeffrey J. Larsen, amb el telescopi Spacewatch de 0,9 m + CCD, va descobrir un objecte molt feble que es movia lentament a l'oest de Virgo de magnitud 21,6 en α=11h38m04s81 i δ=+02º35,21»7. L'objecte va rebre la designació provisional de 2000 JW8 i va ser col·locat a la pàgina de confirmació de NEO (sigles en anglès de Near Earth Objects). El 2 de maig, Robert S. McMillan novament detecta a l'objecte amb una magnitud de 21,1. James V. Scotti, el 6 de maig, l'observa amb magnitud 22,3 en α=11h36m12s18 i δ= 02º55,25»2, tot això dins del programa Spacewatch. Michael Hicks i R. Fevig amb el reflector de 2,1 m + CCD de Kitt Peak, un telescopi molt proper a l'anterior, el 9 de maig ho localitza en α=11h35m18s54 i δ=03º05,46»0.
Gareth V. Williams, director associat del Centre de Planetes Menors, després de processar les últimes mesures astronométricas, va identificar a 2000 JW8 amb el desaparegut Albert, 89 anys després del seu descobriment. Els mesuraments de 1911 van resultar ser precises i, com se suposava, l'asteroide és un Asteroide Amor; és a dir, creua l'òrbita de Mart, però no la de la Terra. Albert s'aproxima al nostre planeta cada 30 anys més o menys.
Després del seu descobriment, la següent aproximació va ser en 1941, molt favorable, però en aquesta època el món estava enredat en altres assumptes. La de 1971 va fracassar, encara que després s'ha comprovat que va deixar el seu rastre el 19 d'octubre en unes fotografies preses des de l'observatori Lick, a la muntanya Hamilton. Finalment va ser el 29 de març de 2001, quan va ser vist per primera vegada després de la seva recuperació en 2000, en α=18h22m58s56 i δ=—11º30,13»9 en unes imatges preses des de Reedy Creek.